# Bakel
Bakel är en stad och kommun i östra Senegal. Den är belägen i närheten av den plats där gränserna för de tre länderna Senegal, Mali och Mauretanien möts vid en punkt där Faléméfloden ansluter till den större Senegalfloden. Staden ligger i regionen Tambacounda och har cirka 16 000 invånare.